# Opostega orophoxantha
Opostega orophoxantha là một loài bướm đêm thuộc họ Opostegidae. Nó được Edward Meyrick miêu tả năm 1921. Nó được tìm thấy ở Umtali, Zimbabwe.